# 麥金萊鎮區 (密歇根州休倫縣)
麥金萊鎮區（英語：McKinley Township）是位於美國密歇根州休倫縣的一個行政鎮區。

## 地方資料
麥金萊鎮區的面積為53.60平方千米，當中陸地面積為52.70平方千米，而水域面積為0.90平方千米。根據2020年美國人口普查的數據，當地共有人口401人，而人口密度為每平方千米7.48人。